# Hide and Creep
Hide and Creep är en amerikansk film från 2004, regisserad av Chuck Hartsell och Chance Shirley.

## Handling
Invånarna i en liten stad i Södern drabbas av blodtörstiga zombies, ett flygande tefat och dålig TV-mottagning.

## Om filmen
Filmen spelades in i Leeds, Prattville och Thorsby, samtliga i Alabama. Den hade premiär den 23 september 2004 vid Sidewalk Moving Picture Festival.

## Rollista
- Chuck Hartsell – Chuck
- Michael Shelton – Michael/Lee
- Kyle Holman – Keith
- Chris Garrison – Ted
- Eric McGinty – Ned

### Webbkällor
- Hide and Creep på Internet Movie Database (engelska)